# Ctenophora flaveolata
Ctenophora flaveolata là một loài ruồi trong họ Ruồi hạc (Tipulidae). Chúng phân bố ở miền Cổ bắc.

## Hình ảnh

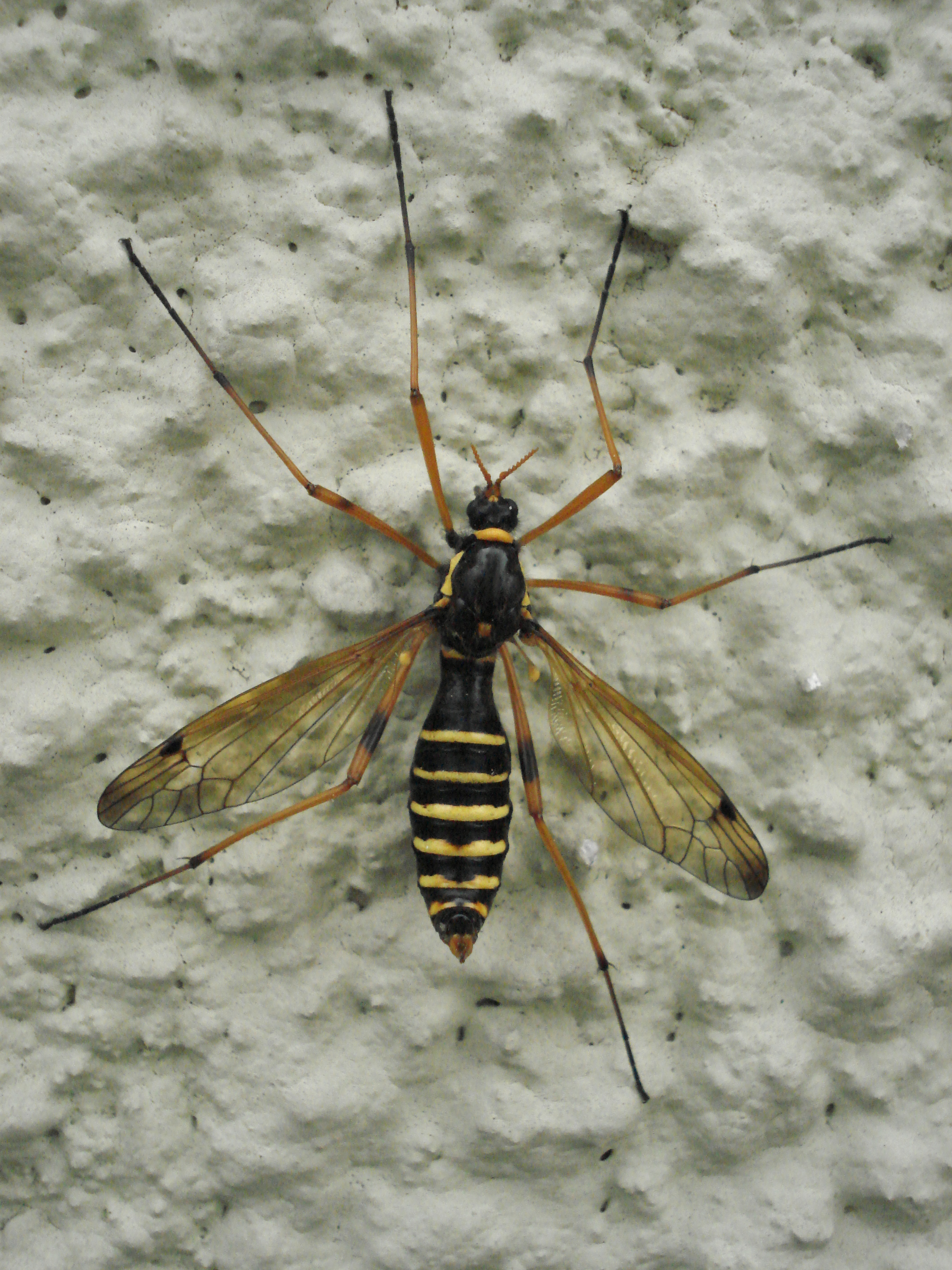

- Tư liệu liên quan tới Ctenophora flaveolata tại Wikimedia Commons